# Môn Thần

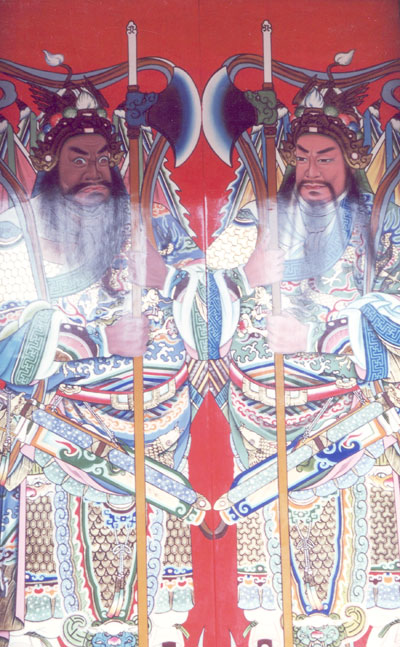
Một cặp Môn Thần được vẽ trên 2 cánh cửa ở một ngôi đền tại Đài Trung, Đài Loan.

Môn Thần hay còn gọi là thần giữ cửa (tiếng Trung Quốc giản thể: 门神, phồn thể: 門神, bính âm: ménshén) là một vị thần Trung Quốc thường được đặt ở hai bên cổng vào một ngôi chùa, nhà ở hay tiệm kinh doanh được cho là để trấn giữ không cho những linh hồn hay ma quỷ vẫn vương xâm nhập vào căn nhà. Các vị thần này thường đi theo cặp, phải đối mặt với nhau, nếu đặt đấu lưng lại thì là điềm gỡ chẳng lành. Có nhiều hình thức khác nhau của các Môn Thần, phổ biến nhất là 2 vị tướng Tần Thúc Bảo và Uất Trì Cung. Các tranh vẽ Ngụy Trưng hoặc Chung Quỳ (鍾馗) được sử dụng ở cửa đơn (một cánh cửa).